# Cantonul Abondance
Cantonul Abondance este un canton din arondismentul Thonon-les-Bains, departamentul Haute-Savoie, regiunea Rhône-Alpes, Franța.

## Comune
- Abondance (reședință)
- Bonnevaux
- Châtel
- Chevenoz
- La Chapelle-d'Abondance
- Vacheresse